# Yayladüzü, Gercüş
Yayladüzü là một xã thuộc huyện Gercüş, tỉnh Batman, Thổ Nhĩ Kỳ. Dân số thời điểm năm 2011 là 234 người.